# Akademia Futsal Club Pniewy
L'Akademia Futsal Club Pniewy è stata una squadra polacca di calcio a 5 con sede a Pniewy.

## Storia
Fondata nel 1999 a Poznań come "Akademia Słowa Poznań", la squadra ha debuttato nella massima serie nella stagione 2003-04. A partire dalla seconda metà del decennio, l'Akademia si impone come una delle squadre più competitive della Polonia, classificandosi al secondo posto nel campionato 2006-07 e raggiungendo la finale della Coppa nazionale un anno più tardi. A partire dalla stagione 2008-09, l'Akademia si trasferisce nel palazzo dello sport della vicina Pniewy; qui la squadra vince il suo primo trofeo nazionale, la Coppa di Polonia 2008-09. Nell'estate del 2009 si completa il trasferimento a Pniewy. Di conseguenza, la società aggiusta la propria denominazione in "Akademia Futsal Club Pniewy". Proprio nella stagione 2009-10 l'Akademia vince la sua prima Ekstraklasa, premessa di un dominio in campionato che durerà tre anni. Nell'estate del 2012 la società, campione di Polonia in carica, si scioglie per sopraggiunte difficoltà finanziarie.

## Palmarès
- Campionato polacco: 3
2009-10, 2010-11, 2011-12
- Coppa di Polonia: 1
2009